# 알곤킨어파
알곤킨어파(영어: Algonquian languages)는 북아메리카 원주민 언어들의 모임으로, 알그어족 언어 대부분이 속하는 하위 분류이다. 지역으로는 캐나다 중부, 동부와 미국 북동부 지역에 걸쳐 있다. 알곤킨어파 언어는 문법적으로 포합어이다. 오늘날 알곤킨제어에 속하는 많은 언어는 소멸되었거나, 소멸단계에 있다. 알곤킨어파 언어를 사용하는 원주민 민족을 알곤킨족이라 부른다.
알곤킨어파에 속하는 오지브웨어의 특정한 방언인 알곤킨어(영어: Algonquin language)와는 구별하여야 한다. ‘알곤킨’이라는 이름은 캐나다 접경지역 메인주에 사는 말리셋족의 말 elakómkwik(그들은 우리 친척(또는 우리편)이다.)이란 말에서 왔다는 가설이 있다. 본래 알곤킨어족 자체로 독자적인 언어 계통으로 여겨졌으나 에드워드 사피어가 캘리포니아 북부의 위요트어, 유로크어의 연관성을 제안하여 "알그어족"(Algic)의 하위에 분류하였다.

## 분류
알곤킨어파에는 약 30개의 언어가 속하며 지리적 분포에 따라 평원, 중앙, 동부의 세 집단으로 나뉜다. 이 가운데 실제로 계통군을 이루는 집단은 동부알곤킨어군뿐이다.
아래는 알곤킨어파 언어의 목록이다. Goddard (1996)와 Mithun (1999)의 분류를 따른다. 사어는 †로 표시하였다.
평원
1. 블랙풋어
아라파호어군 (나와티네헤나어 (†), 베사우네나어 (†) 포함)
2. 아라파호어
3. 그로반트어 (†)
4. 샤이엔어
중앙
5. 크리·몬타녜이·나스카피어
6. 메노미니어 (심각한 사멸 위험)
오지브웨·포타와토미어군
7. 오지브웨어
8. 포타와토미어 (소멸 직전)
9. 소크·폭스·키카푸어군 (심각한 사멸 위험)
10. 쇼니어 (심각한 사멸 위험)
11. 마이애미·일리노이어 (†)
동부
12. 미크맥어
아베나키어
13. 서아베나키어 (사멸 직전)
14. 동아베나키어 (†)
15. 맬리싯·패서매쿼디어
16. 매사추세츠어
17. 내러갠싯어 (†)
18. 모히갠·피콰트어 (†)
19. 퀴리피어 (†)
20. 마히칸어 (†)
델라웨어어군
21. 먼시어 (사멸 직전)
22. 우나미어 (†)
23. 낸티코크어 (†)
24. 캐롤라이나 앨곤킨어 (†)
25. 파우하탄어 (†)
26. 에체민어 (†) (불확실 - 동부알곤킨어군 참고)
27. 루어 A (†) (닙먹어(†)일 가능성 있음, 불확실 - 동부알곤킨어군 참고)
28. 루어 B (†) (불확실 - 동부알곤킨어군 참고)
29. 시네콕어 (†) (불확실)

### 하위 계통
동부알곤킨어군은 실제로 계통군을 이룬다. 평원알곤킨 제어와 중앙알곤킨 제어는 계통적 분류가 아니라 지리적 분류이지만, 언어 접촉에 의해 여러 특징을 공유하기도 한다.
오늘날 널리 받아들여지는 분류는 Goddard (1994)가 처음 제안하였다. 여기에 따르면 알곤킨조어 화자들이 서쪽으로부터, 어쩌면 아이다호주와 오리건주의 고원 지대나 몬태나주 변경의 로키산맥·그레이트플레인스 지역으로부터 와서 민족 이동의 물결에 따라 분기군을 남기며 동쪽으로 이주하였다고 한다. 이 줄거리가 맞다면 가장 처음으로 갈라진 언어는 블랙풋어인데, 이는 블랙풋어가 알곤킨어파에서 가장 이질적인 언어라는 사실과 잘 맞아떨어진다. 그 밖의 분기군을 서쪽에서 동쪽 순으로 나열하면 다음과 같다.
- 아라파호·그로반트어군, 크리·몬타녜이어군, 미노미니어, 샤이엔어,
- 핵심 오대호 제어: 오지브웨·포타와토미어군, 쇼니어군, 소크·폭스·키카푸어군, 마이애미·일리노이어군,
- 동부알곤킨어군

이 가설은 가장 이질적인 언어들이 서쪽에 분포하고 (동쪽으로 이주하는 과정에서 가장 먼저 분기했으므로) 가장 동질적인 분기군들이 동쪽에 분포하는 (동부알곤킨어군, 또 주장하기에 따라서는 핵심중앙알곤킨어군) 경향과 가장 잘 맞아떨어지는 가설이다. Goddard는 또한 선사시대에 동부알곤킨어군과 크리·몬타녜이어군 및 샤이엔어와 아라파호·그로반트어군이 영향을 주고받았다는 명확한 증거가 있다고 주장한다. 특히 크리어와 오지브웨어는 장기간 상호 영향을 주고받은 것으로 보인다.
이른바 “동부오대호어군”(Goddard는 “핵심중앙알곤킨어군”이라고 부름), 즉 오지브웨·포타와토미, 쇼니, 소크·폭스·키카푸, 마이애미·일리노이(단, 크리·몬타녜이와 미노미니는 제외)로 이루어진 집단이 유효한 분기군을 이룰지도 모른다. 여기 속하는 언어들은 몇몇 어휘적·음운적 특성을 공유한다. 그러나 이 주장은 아직 충분한 논거를 갖추지 못했으며 가설 단계에 있다.
뉴펀들랜드섬의 사어인 베오투크어가 알곤킨어파에 속한다는 주장도 있다. 베오투크어 화자들은 알곤킨어파 화자들과 지리적으로 가까웠으며 미크맥어 화자들과 유전적으로 가까웠다. 그러나 언어학적 증거와 기록이 빈약한 까닭에 믿을 만한 증거가 나올 가능성은 희박하다.

## 같이 보기
- 알그어족
- 알곤킨족
- 아메리카 원주민 언어
- 레너드 블룸필드

## 참고 문헌
- Bloomfield, Leonard (1946). "Algonquian". Linguistic Structures of Native America, ed. Harry Hoijer. Viking Fund Publications in Anthropology: 6. New York.
- Bright, William (2004). Native American Place Names of the United States. Norman: University of Oklahoma Press.
- Campbell, Lyle (1997). American Indian languages: The historical linguistics of Native America. New York: Oxford University Press. ISBN 0-19-509427-1.
- Goddard, Ives (1978). 〈Central Algonquian Languages〉.   Trigger, Bruce G. 《Northeast》. Vol. 15 of Handbook of North American Indians, ed. William C. Sturtevant. Washington, D.C.: Smithsonian Institution. 583–587쪽. ISBN 978-0-16-004575-2.
- ———— (1979a). "Comparative Algonquian". In Lyle Campbell & Marianne Mithun, eds., The Languages of Native North America: Historical and Comparative Assessment, pp. 70–132. Austin: University of Texas Press.
- ———— (1994). "The West-to-East Cline in Algonquian Dialectology." In William Cowan, ed., Papers of the 25th Algonquian Conference, pp. 187–211. Ottawa: Carleton University.
- ———— (1996). "Introduction". In Ives Goddard, ed., "Languages". Vol. 17 of William Sturtevant, ed., The Handbook of North American Indians. Washington, D.C.: Smithsonian Institution.
- Kuch, Melanie (2007). “A preliminary analysis of the DNA and diet of the extinct Beothuk: A systematic approach to ancient human DNA” (PDF). 《American Journal of Physical Anthropology》 132 (4): 594–604. doi:10.1002/ajpa.20536. PMID 17205549. 2011년 7월 25일에 원본 문서 (PDF)에서 보존된 문서.
- Mithun, Marianne (1999). The languages of Native North America. Cambridge: Cambridge University Press. ISBN 0-521-23228-7 (hbk); ISBN 0-521-29875-X.
- Moondancer and Strong Woman (2007). A Cultural History of the Native Peoples of Southern New England: Voices from Past and Present. Boulder, Colorado: Bauu Press 보관됨 2020-12-04 - 웨이백 머신. ISBN 0-9721349-3-X.
- “Uncertain/Extinct Algonquian Languages”.
- O'Brien, Frank Waabu (2010). "Understanding Indian Place Names in Southern New England". Boulder, Colorado: Bauu Press 보관됨 2020-12-04 - 웨이백 머신. ISBN 978-0-9820467-6-0.
- Pentland, David H. (2006). "Algonquian and Ritwan Languages", in Keith Brown, ed., Encyclopedia of Languages and Linguistics (2nd ed.), pp. 161–6. Amsterdam: Elsevier.
- Proulx, Paul (2003). "The Evidence on Algonquian Genetic Grouping: A Matter of Relative Chronology", Anthropological Linguistics 45:201-25.